# 抗体ミメティック
抗体ミメティックは、抗体と同様に抗原と特異的に結合することができるが、抗体とは構造的に関連しない有機化合物のことである。通常、約 3〜20 kDaのモル質量を有する人工ペプチドまたはタンパク質である（抗体は 〜150 kDa）。 
核酸および小分子も抗体ミメティックと見なされることがあるが、人工抗体、抗体断片、およびこれらから構成される融合タンパク質は通常含まれない。 
抗体に対する一般的な利点としては、溶解性、組織への浸透性の高さ、熱および酵素に対する安定性、および比較的安い生産コストが挙げられる。抗体ミメティックは、治療薬および診断薬として開発されている。
| 抗体ミメティック         | 足場タンパク質                                                 | モル質量  | 薬剤例                       |
| ------------------------ | -------------------------------------------------------------- | --------- | ---------------------------- |
| アフィボディ分子         | プロテインAのZドメイン                                         | 6 kDa     | ABY-025                      |
| アフィリン               | γB-クリスタリン                                                | 20 kDa    |                              |
| アフィリン               | ユビキチン                                                     | 10 kDa    | SPVF 2801                    |
| アフィマー               | シスタチン                                                     | 12–14 kDa |                              |
| アフィチン               | Sac7d（Sulfolobus acidocaldariusから）                         | 7 kDa     |                              |
| アルファボディー         | 三重らせんコイルドコイル                                       | 10 kDa    | CMPX-1023                    |
| アンチカリン             | リポカリン                                                     | 20 kDa    |                              |
| アビマー                 | 様々な膜受容体のドメイン                                       | 9-18 kDa  |                              |
| DARPins                  | アンキリンリピートモチーフ                                     | 10–19 kDa | MP0112                       |
| ファイノマー             | FynのSH3ドメイン                                               | 7 kDa     |                              |
| クニッツドメインペプチド | 各種プロテアーゼ阻害剤のクニッツドメイン                       | 6 kDa     | エカランチド（カルビトール） |
| モノボディ               | フィブロネクチンの10番目のIII型ドメイン                        | 10 kDa    | ペグジネタニブ               |
| nanoCLAMP                | 炭水化物結合モジュール32-2（Clostridium perfringens NagHから） | 16 kDa    |                              |